# Vavuniya

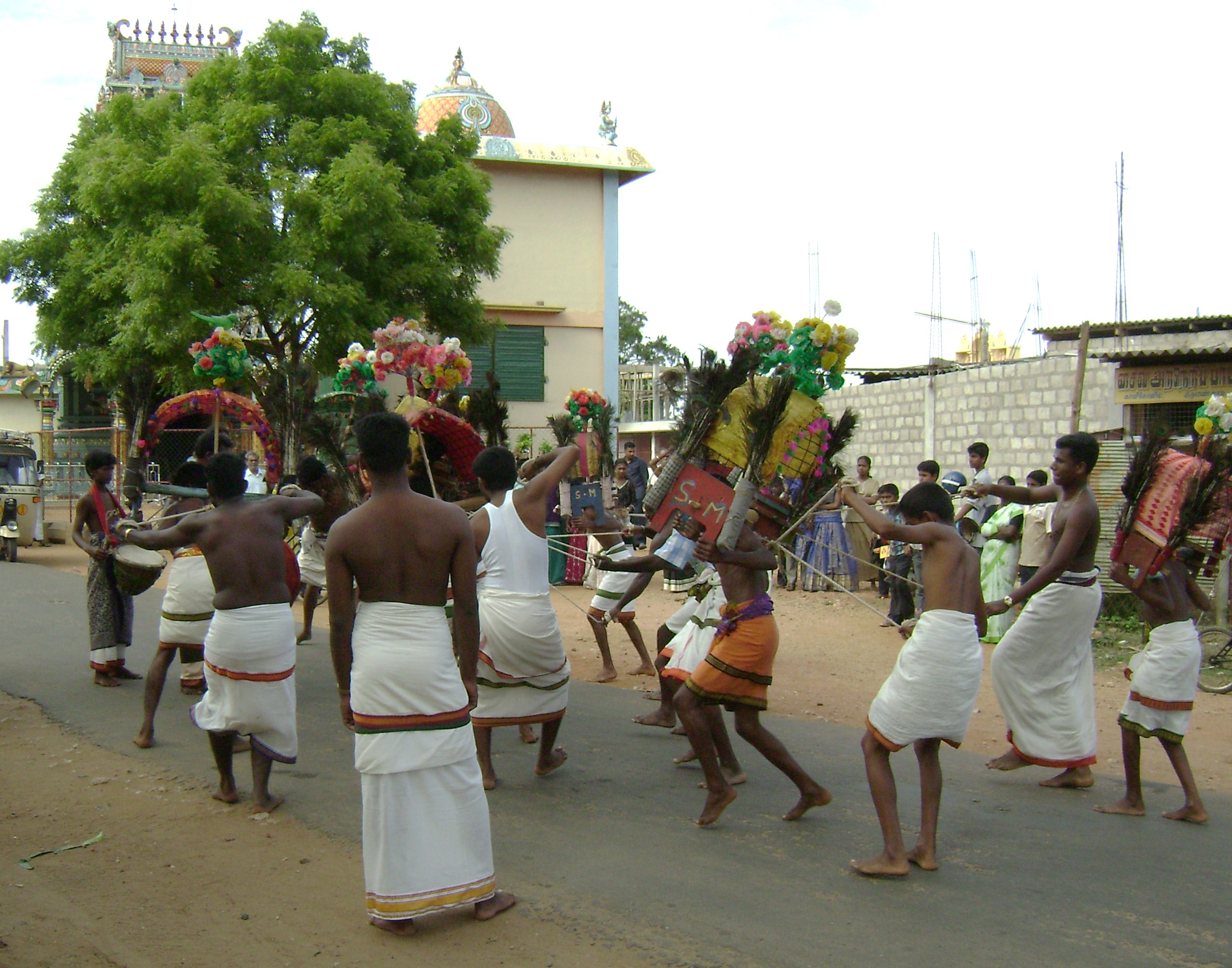
Vavuniya

Vavuniya (tamil: வவுனியா) är en stad i Vavuniya District, Nordprovinsen på Sri Lanka.